# Споріднена група

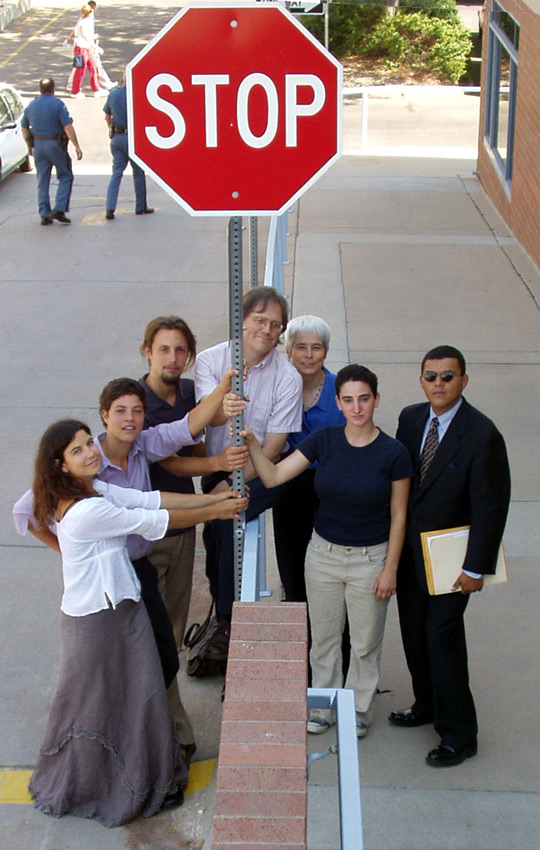
Антивоєнна споріднена група «Супутня шкода». Всіх сімох було засуджено 4 грудня 2002 за те, що вони зайняли офіс сенатора Алларда (США) на протест проти війни в Іраку

Спорі́днена гру́па (англ. affinity group) — невелика група активістів (зазвичай 2—20), які разом здійснюють пряму дію.
Споріднені групи організовано за не-ієрархічним принципом, рішення зазвичай приймаються через консенсус. Такі групи часто утворюють друзі чи інші люди, що мислять схоже між собою. Метод організації споріднених груп ґрунтується на відповідальності, гнучкості та децентралізації.
Споріднені групи можуть базуватися на спільній ідеології (напр. анархізм), спільній турботі (напр. екологія) або спільній діяльності чи вміннях (напр. художники, лікарi). Споріднені групи можуть мати або відкрите членство, або, коли діяльність групи вимагає значної взаємної довіри — закрите членство.

## Історія
Таку форму організації сповідують ліві антиавторитаристські ініціативи.
Історично СГ пов'язують з досвідом іспанської революції та діяльністю ФАІ (Федерація Анархістів Іберії). Структура ФАІ багато в чому спиралася на tertulias або grupos de afinidad, які формувалися з пов'язаних спільним соціальним буттям та ідеологією осіб. СГ формувалась у кварталі, в місцевому кафе, на спортивному майданчику, на робочому місці. Основною причиною створення СГ була конспіративність, пов'язана із прямими діями, для уникнення невідворотних репресій проти тих, хто піддає сумніву та прагне подолати суспільні статус-кво. В СГ було майже неможливо потрапити провокатору. Ця особливість є важливою, на думку Ноама Чомскі, і по сей день (цитата через Вікіпедію): «Якщо ви справедливо припускаєте, що до будь-якої вашої групи може проникнути ФБР, коли трапляється щось серйозне, ви не будете це обговорювати на (спільних) зустрічах. Ви обговорюватимете це з кількома людьми, яких знаєте і яким довіряєте, своєю спорідненою групою, до якої неможливо проникнути. Це одна з причин, чому ФБР ніколи не могла зрозуміти, що відбувається всередині будь-якого народного руху». Саме завдяки СГ існували комуни Арагона, квартальні ради повсталої Барселони теж спиралися на СГ, а їхній зв'язок з профспілками СНТ забезпечував життєдіяльність міста під час фашистської облоги. Досвід СГ іспанської революції був застосований екологічним рухами 70-80-х роках в Америці та Німеччині під час блокад атомних електростанцій. З розвитком руху опору капіталістичній глобалізації тактику СГ взяло на озброєння антиавторитарне крило альтерглобалістів. Успішне застосування таких організаційних форм продемонстрували протести проти самітів великої вісімки, починаючи з Сієтла.

## Принципи формування
Споріднена група формується стихійно задля практичного вирішення конкретної проблеми. В основі практики СГ лежить насамперед вибудова форм внутрішнього/зовнішнього спілкування, що дозволяє висловити нове бачення світу через конкретну проблему. Тобто метою СГ, що протестує проти незаконної містозабудови є не лише повалення паркану по вул. Х і т. д., а вироблення нових недискримінаційних форм взаємодій між людьми, що
а) мешкають коло незаконного будівництва,
б) не мешкають безпосередньо біля Х, але переймаються проблемами урбанізації,
в) … тощо.
СГ може розпадатися після досягнення певної мети, може зберігати свій вигляд, переходячи до суміжних завдань, може видозмінюватися, зливаючись/ змішуючись з іншою СГ. Хоча СГ виникає насамперед для реалізації конкретних завдань в практиці, елементи СГ можна знайти у функціонуванні різних політизованих спільнот — від контркультурних сквотів до сапатистських караколів. Яскравим прикладом функціонування СГ були «квартальні асамблеї» під час аргентинського повстання 2001 р. Cacerolazos (барабанщики по каструлях) також були своєрідними СГ! Piqueteros в Movimientos de Trabajadores Desocupados Piqueteros (Рух безробітних працівників в Аргентині, відомий з 90-х років багатьма акціями самоврядування, наприклад, захопленням і керуванням фабрики «Зенон») об'єднувались за схожим принципом.
Одним із важливих завдань СГ є можливість набуття особистістю нових ідентичностей під час спільної дії. В сучасному світі людина є носієм багатьох ідентичностей — набутих добровільно та нав'язаних. Діяльність в СГ дає можливість на певний час звільнитися від нав'язаних ідентичностей, а групова динаміка може допомогти закріпити результати такого звільнення, що може домогти людині переглянути свої цінності та пріоритети. Звісно, не слід недооцінювати елемент гри, що може створювати псевдо-ідентичності, і, навпаки, закріплювати суспільне статус-кво особистості («не зрадь Майдан!» і т. д.). Втім, такі негативні моменти лише доводять необхідність пошуку нових способів спілкування, пошук нової мови і переосмислення світу з урахуванням нових когнітивних концептів. В СГ кожен вигадує і бере на себе певну роль. Необхідною умовою взаємодії в СГ є бажання ділитися знаннями і займатися самоосвітою, усвідомлено віддавати власні сили для досягнення спільного результату. Неформальним гаслом може бути: «Жоден не є фахівцем, але гуртом ми ними обов'язково станемо!» Це важливо для подолання нав'язаної капіталізмом дискретності[джерело?] та негативного (конкурентного, а не змагально-солідаристського) індивідуалізму задля впровадження в суспільні стосунки «духу фабрики».

## Взаємодія споріднених груп
Для реалізації тактичних завдань на Заході була відпрацьована така схема гуртування СГ: окремі СГ об'єднуються в гурти (clusters) і проводять віче (spokescouncil) задля вироблення ситуативної стратегії дії.
Для успішної координації дій СГ і досягнення результату деякі ролі є репрезентативними. Ці ролі були вироблені в СГ під час проведення акцій протесту. Такими, наприклад, є представник на вічі (Spoke), речник для медіа (Media contact), розпорядник засідань (Facilitator), регулювальник емоційної атмосфери (Vibe watch), уповноважений миттєвих рішень (Snap-decision facilitator) тощо. Кожна з цих ролей є ситуативною. Імперативний мандат представника поширюється на одне віче, присвячене одній проблемі. Рішення віче є відносно обов'язковими. Кожна СГ дотримується загального сценарію, але може тактично діяти на власний розсуд. Це, звісно, може призводити до проблем, але діяльність СГ парамедиків, індимедійних кореспондентів та юридичної підтримки на протестах проти В8 довели корисність такого підходу. Речник для медіа може обиратися групою, але ідеальною є ситуація, коли кожен може взяти на себе таку роль. Розпорядник корегує перебіг групових зустрічей, це одна з технічних ролей, що дозволяє вчасно оформлюватись груповим рішенням. Регулювальник емоційної атмосфери є своєрідною «душею» групи. Він часто виступає третейським суддею у внутрішніх конфліктах. Складність цієї ролі у небезпеці маніпулювання колективними діями через емоційну сферу окремих осіб. Якщо РЕА стає неформальним лідером, є небезпека сектантства в СГ, яке безперечно відобразиться на ідеології групи і може призвести до її розпаду. Уповноважений миттєвих рішень отримує тимчасовий імперативний мандат для рішень «в полі». Кожна СГ може формувати свій набір ролей. Важливим питанням є ідеологічна спрямованість СГ. Визначальним є артикульованість політичної позиції СГ, але її не зобов'язальність. Наприклад, в анархістській СГ можуть брати участь особи, що прагнуть бути співпричетними до соціальної дії, але не визначають себе як анархісти. Основним принципом, певно, є «політизована аполітичність».

## Критика та відповідь на критику
В принципі, скептики можуть закидати СГ вторинність, несерйозність, нездатність до вирішення великих проблем. Такі люди, як правило, не хочуть зрозуміти, що на сучасному етапі СГ є історичною формою боротьби, що із застосуванням сучасних інформаційних технологій, комунікаційних засобів дрібна СГ може отримувати вражаючі результати. Як приклад, можна навести групу «SHAC 7», що боролася проти вівісекторських закладів.
В СГ не закладена організаційна тотальність. Такі групи тактично можуть вільно кооперуватися з організаціями, заснованими на інших принципах. Їхня ж незалежність сприяє налагодженню демократичного діалогу під час соціальної дії.

## Цитати
- Ноам Чомскі: «Якщо ви не помиляєтесь, вважаючи, що до групи, членом якої ви є, проникає ФБР, коли відбувається щось серйозне — ви не говорите про це на мітингу. Ви робите це з людьми, яких ви знаєте, яким ви довіряєте — до спорідненої групи проникнути не так легко. Це одна з причин, чому ФБР ніколи не було здатне зрозуміти що відбувається в жодному з народних рухів».[2]